# Légion française des combattants

Wapen van het Légion française des combattants

Het légion française des combattants was een organisatie van het Franse Vichy-regime tijdens de Tweede Wereldoorlog die alle veteranen moest verenigen.
Het LCF werd formeel opgericht door de we 29 augustus 1940, ondertekend door net nieuwe staatshoofd maarschalk Philippe Pétain, op voorstel van de secretaris-generaal voor Oud-Strijders Xavier Vallat.  Het verving de bestaande oud-strijdersverenigingen die samen meer dan anderhalf miljoen leden hadden. 
De beweging had als opdracht het "herstel van de natie op grond van het voorbeeld van het offer van 1914-1918". Pétain, die buitengewoon populair was bij de veteranen van de Eerste Wereldoorlog, beschouwde het LCF als een van de voornaamste steunpijlers van zijn regime. Het moest er komen in plaats van een eenheidspartij, die sommige aanhangers van Vichy gewild hadden, maar waar Pétain zelf tegen was.
De werking was beperkt tot de zgn. Vrije Zone, waar de regering van Pétain de volle bevoegdheid had. In het door de Duitsers bezette deel van Frankrijk werd het LCF niet toegestaan. 
De werking van het Legioen was autoritair. Het was georganiseerd in gemeentelijke afdelingen, gegroepeerd in "departementale unies", later in "provinciale unies". De lokale chefs werden de benoemd van hogerhand, en niet gekozen door de basis zoals in de traditionele verenigingen van oud-strijders. Maarschalk Pétain zelf was voorzitter. De leden moesten een eed van trouw aan de maarschalk afleggen en zijn "Nationale Revolutie" steunen, maar voor het overige had het LCF geen uitgesproken politieke ideologie. De feitelijke leider was de advocaat François Valentin. 
De wet van 19 november 1941 veranderde de naam van het LCF in Légion française des combattants et des volontaires de la Révolution nationale om aanhangers van het regime die niet had gevochten op te nemen. In totaal zouden er 350.000 aanhangers toetreden naast de 1,5 miljoen veteranen die lid waren. 
In januari 1942  kreeg het LCF een vormingsinstituut, het Institut national de formation légionnaire onder leiding van Yves Urvoy.
Begin 1942 ontstond binnen het LCF de Service d'ordre legionnaire (SOL), een ordedienst onder leiding van Joseph Darnand, die autonoom was binnen het Legioen. De SOL koesterde meer extreme denkbeelden en stond helemaal achter de collaboratie met Nazi-Duitsland. In januari 1943 vormde Darnand uit de SOL de Milice française, die los stond van het LCF en uiteindelijk met de SS zou gaan samenwerken.
Oud-afgevaardigde Raymond Lachal werd in juni 1942 directeur-generaal als opvolger van François Valentin die toetrad tot het verzet.  
Naarmate het Vichy-regime verder de weg van de collaboratie insloeg, verloor het LCF steeds meer aanhangers. Op het einde leed het een kwijnend bestaan. 